# أولاد إبراهيم (بوخريص)
أولاد إبراهيم هي إحدى مشيخات المملكة المغربية، تتبع جغرافيا لإقليم خريبكة وإداريًا لبوخريص. يقدر عدد سكانها بـ 5900 نسمة حسب الإحصاء الرسمي للسكان والسكنى لسنة 2004.